# Radisele
Radisele – wieś w Botswanie w dystrykcie Central. Według spisu ludności z 2011 roku wieś liczyła 2985 mieszkańców.